# ناحیه سیدنی، میشیگان
ناحیه سیدنی (به انگلیسی: Sidney Township) یک منطقهٔ مسکونی در ایالات متحده آمریکا است که در شهرستان مونتکالم، میشیگان واقع شده‌است.
 ناحیه سیدنی ۹۰٫۸ کیلومتر مربع مساحت و ۲٬۵۶۳ نفر جمعیت دارد و ۲۶۸ متر بالاتر از سطح دریا واقع شده‌است.